# Salts de gran altura al Campionat del Món de natació de 2017 – femení

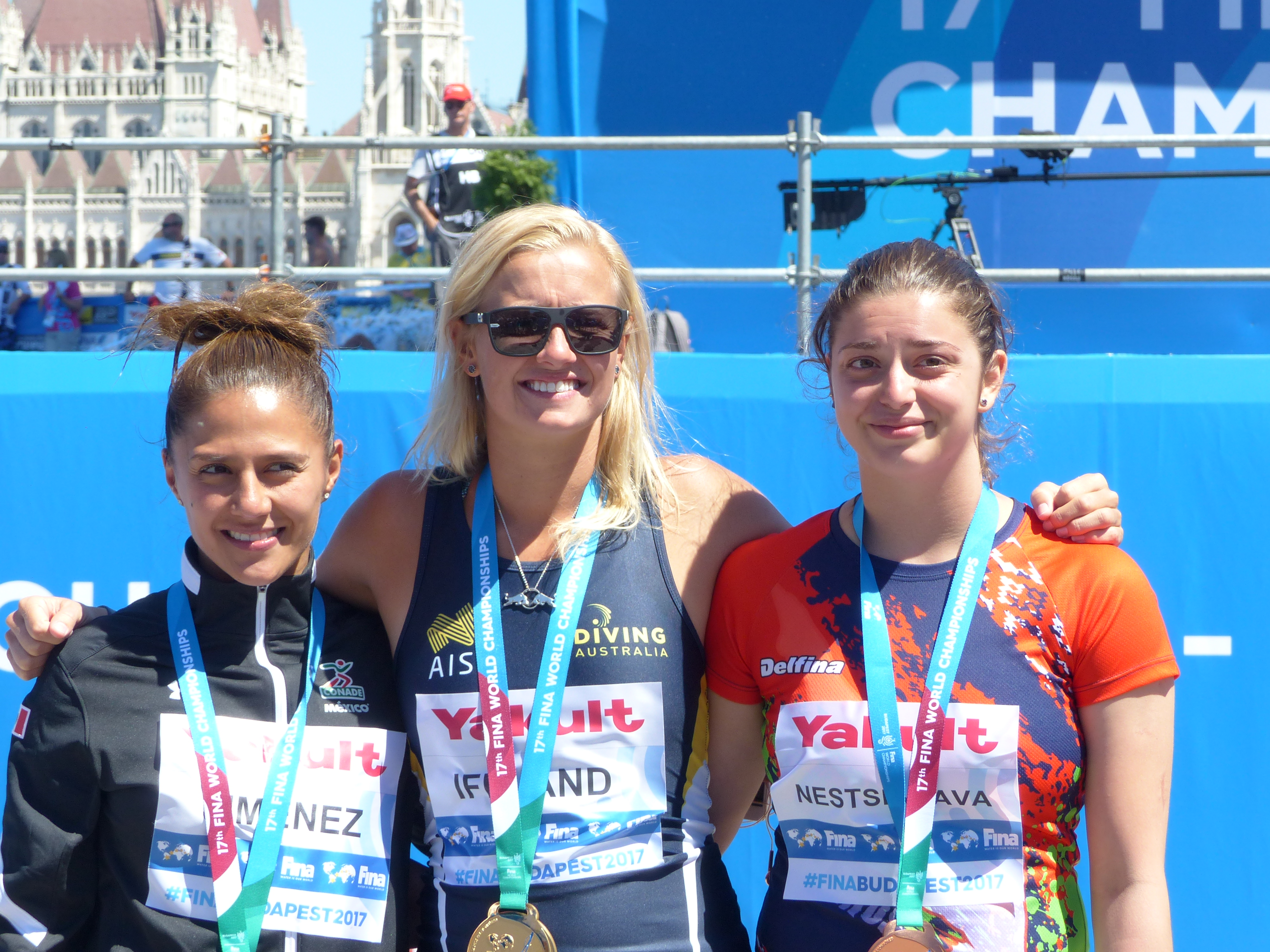
Rhiannan Iffland, Adriana Jimenez, Yana Nestsiarava

La prova femenina al Campionat del món de 2017 es va celebrar els dies 28 i 29 de juliol de 2017.

## Resultats
La primera ronda es va celebrar el 28 de juliol a les 12:30. La segona a la quarta ronda es va celebrar el 29 de juliol a les 12:15.
| Posició | Saltador           | Nacionalitat | Ronda 1 | Ronda 2 | Ronda 3 | Ronda 4 | Total  |
| ------- | ------------------ | ------------ | ------- | ------- | ------- | ------- | ------ |
| 1       | Rhiannan Iffland   | Austràlia    | 66.30   | 66.30   | 91.20   | 96.90   | 320.70 |
| 2       | Adriana Jiménez    | Mèxic        | 66.30   | 62.40   | 70.20   | 110.00  | 308.90 |
| 3       | Yana Nestsiarava   | Belarús      | 62.40   | 62.40   | 83.60   | 95.55   | 303.95 |
| 4       | Tara Tira          | Estats Units | 66.30   | 68.90   | 73.10   | 91.20   | 299.50 |
| 5       | Anna Bader         | Alemanya     | 67.60   | 63.70   | 66.30   | 85.80   | 283.40 |
| 6       | Cesilie Carlton    | Estats Units | 62.40   | 54.60   | 66.30   | 87.40   | 270.70 |
| 7       | Helena Merten      | Austràlia    | 62.40   | 65.00   | 64.35   | 75.60   | 267.35 |
| 8       | Jacqueline Valente | Brasil       | 57.20   | 53.30   | 48.30   | 94.60   | 253.40 |
| 9       | Ginger Huber       | Estats Units | 53.30   | 66.30   | 47.50   | 79.80   | 246.90 |
| 10      | Iris Schmidbauer   | Alemanya     | 48.10   | 52.00   | 59.20   | 58.90   | 218.20 |